# Kalcijumski kanal L-tipa
Kalcijumski kanal L-tipa je tip naponom-kontrolisanog kalcijumskog kanala. L se odnosi na dugotrajnu (engl. long-lasting) aktivaciju. Kao i kod drugih kanala ove klase, α1 jedinica određuje većinu osobina kanala. Ovaj kanal propušta L-tip kalcijumske struje. Ta struja se može videti u fazi 2 akcionog potencijala atrijala, ventrikulara i Purkinje vlakana. To je spora struja ka unutra koja se suprodstavlja K struji suprotno smera.
L-tip blokatori kalcijumskog kanala se koriste kao srčani antiaritmici ili antihipertenzivi, u zavisnosti od toga da li imaju veći afinitet za srce (fenilalkilamini, poput verapamila), ili za krvne sudove (dihidropiridini, npr. nifedipin).
Kanali L-tipa se selektivno blokiraju benzotiazepinima (npr. diltiazem).

## Spoljašnje veze
- „Voltage-Gated Calcium Channels”. IUPHAR Database of Receptors and Ion Channels. International Union of Basic and Clinical Pharmacology. Архивирано из оригинала 02. 09. 2012. г.
- L-Type+Calcium+Channel на 